# Деллаведова, Мэттью
Мэттью Деллаведова (англ. Matthew Dellavedova (род. 8 сентября 1990, Мэриборо[вд], Виктория)) — австралийский баскетболист, выступает на позиции разыгрывающего защитника и атакующего защитника. В настоящее время играет за команду «Мельбурн Юнайтед» и национальную сборную Австралии.

## Колледж
В команду «Сэйнт Мэри Гаелс» Деллаведова перешёл из Австралийского института спорта перед началом сезона 2009-10. На тот момент он уже был одним из самых известных молодых австралийских игроков.
Деллаведова сразу же начал попадать в стартовый состав «Гаелс». По состоянию на 1 января 2010 года он в среднем набирал 13,4 очка за игру — второй результат в команде.

## Профессиональная карьера

### Кливленд Кавальерс (2013—2016)
Во время Летней лиги НБА 2013 года в Лас-Вегасе Деллаведова присоединился к команде «Кливленд Кавальерс». Его результаты были достаточно высоки и игроку было предложено принять участие в предсезонной подготовке. 30 сентября 2013 года Деллаведова подписал контракт на участие в тренировочном лагере «Кавальерс», после чего подписал полноценный двухлетний контракт новичка на сумму 1,3 млн долларов. Из них игрок гарантированно по контракту получал $100,000, что означало определенный уровень доверия к незадрафтованному игроку.
26 марта 2014 года показал лучшую игру в сезоне — 21 очко и 6 результативных передач в матче против «Детройт Пистонс», в котором его команда победила со счётом 97-96.
В июле 2014 года Деллаведова вновь принял участие в Летней лиге НБА в составе «Кливленда». 9 ноября 2014 года в матче против «Портленда» получил травму левого колена и выбыл на полтора месяца. 8 декабря 2014 года вернулся в состав и вышел на паркет в матче против «Бруклин Нетс».
27 июля 2015 года Деллаведова вновь подписал контракт с «Кавальерс».[51][52] 19 ноября 2015 года он сделал 13 передач в победе над «Милуоки Бакс» со счетом 115—100.[53] 20 декабря он набрал максимальные в сезоне 20 очков, реализовав 7 из 10 бросков, в победе над «Филадельфией 76ерс» со счетом 108-86.[54] В феврале 2016 года он пропустил пять игр подряд из-за растяжения подколенного сухожилия. [55] В 2016 году «Кавальерс» вернулись в финал НБА, выиграв серию у «Торонто Рэпторс» со счетом 4-2 в финале Восточной конференции.[56] В матче-реванше финала с «Голден Стэйт Уорриорз» «Кавальерс» стали первой командой в истории НБА, выигравшей чемпионат после поражения со счетом 3-1 в серии.[57]

### Милуоки Бакс (2016—2018)
7 июля 2016 года Деллаведова перешел в «Милуоки Бакс» в результате сделки формата «сайн-энд-трейд», в которой «Кливленд» получил торговое исключение на сумму 4,8 млн долларов и права на Альберта Миральеса, а «Милуоки» — денежную компенсацию. Деллаведова подписал четырехлетний контракт на 38 миллионов долларов.
26 октября 2016 года Деллаведова дебютировал за «Бакс» в матче-открытии сезона, набрав 11 очков за 29 минут. Отыграв в старте первые 30 игр в сезоне, Деллаведова пропустил пять игр подряд в конце декабря и начале января из-за растяжения правого подколенного сухожилия
В ноябре и декабре сезона 2017/18 Деллаведова пропустил 15 игр подряд из-за тендинита левого колена. Из-за растяжения правого голеностопа, полученного 4 февраля 2018 года в матче против «Нетс», Деллаведова пропустил 29 игр подряд, вернувшись в строй 11 апреля в последнем матче регулярного чемпионата против «Филадельфии Севенти Сиксерс».

### Кливленд Кавальерс (2018—2021)
После двух лет в «Милуоки», 7 декабря 2018 года Деллаведова вернулся в «Кливленд» в результате трёхсторонней сделки с участием его бывшей команды и «Вашингтон Уизардс». Через три дня вышел в составе «Кавальерс», арена встретила его аплодисментами, сам игрок набрал 11 очков за 16 минут на паркете, однако «Милуоки» победил со счётом 108-92.
7 марта 2020 года Деллаведова установил личный рекорд (14 результативных передач) в матче против «Денвер Наггетс».
25 ноября 2020 года Деллаведова продлил контракт с «Кавальерс». В сезоне 2020/21 Деллаведова принял участие всего в 13 матчах в составе клуба, так как страдал от различных травм и повреждений, включая сотрясение мозга, хлыстовую травму, экстренную аппендэктомию и растяжение шейного отдела.

### Мельбурн Юнайтед (2021—2022)
9 июля 2021 года Деллаведова подписал трехлетний контракт с «Мельбурн Юнайтед» из национальной баскетбольной лиги Австралазии. 16 января 2022 года Деллаведова набрал 33 очка и оформил девять передач в победе над «Иллаварра Хокс». В сезоне 2021/22 НБЛ Деллаведова набирал в среднем 10,3 очка и 4,3 передачи за игру. Игрок покинул «Юнайтед» в июле 2022 года, чтобы вернуться в НБА.

### Сакраменто Кингз (2022—2023)
29 июля 2022 года Деллаведова подписал контракт с «Сакраменто Кингз». 31 марта 2023 года «Кингз» сообщили, что игрок получил перелом указательного пальца правой руки и выбыл на неопределенный срок.

### Возвращение в Мельбурн (2023—настоящее время)
17 мая 2023 года Деллаведова подписал двухлетний контракт с «Мельбурн Юнайтед», вернувшись в команду.
В сезоне 2023/24 «Юнайтед» заняли второе место и дошли до серии Гранд-финала, где проиграли со счетом 2:3 команде «Тасмания Джек Джамперс».
В сезоне 2024/25 Деллаведова помог «Юнайтед» вернуться в серию Гранд-финала, где они проиграли 2:3 «Иллаварра Хокс». Он провел выдающуюся серию, но в пятой игре он набрал пять очков и сделал семь передач при 2 из 6 точных бросках. Несмотря на поражение в серии, Деллаведова был награжден медалью Ларри Сенгстока как MVP Гранд-финала, чего не случалось с 1993 года.После вручения награды Деллаведова заявил, что защитник «Иллаварры» Уилл Хики более достоин награды. Затем Деллаведова вручил ее Хики.

## Международная карьера
Деллаведова выступал за сборную Австралии на чемпионате мира среди юношей 2009 года. На турнире стал третьим бомбардиром команды с результатом 10,1 очков за игру, а сборная Австралии заняла четвёртое место. После удачного дебюта Деллаведову пригласили на чемпионат Океании по баскетболу 2009. Дебютировал в составе первой сборной в возрасте 19 лет, став самым молодым игроком сборной Австралии на турнире. Выступал за сборную на Олимпиаде 2012 года в Лондоне.

## Статистика

### Статистика в НБА
| Сезон                                                                                    | Команда  | Регулярный сезон | Регулярный сезон | Регулярный сезон | Регулярный сезон | Регулярный сезон | Регулярный сезон | Регулярный сезон | Регулярный сезон | Регулярный сезон | Регулярный сезон | Регулярный сезон | Серия плей-офф | Серия плей-офф | Серия плей-офф | Серия плей-офф | Серия плей-офф | Серия плей-офф | Серия плей-офф | Серия плей-офф | Серия плей-офф | Серия плей-офф | Серия плей-офф |
| Сезон                                                                                    | Команда  | GP               | GS               | MPG              | FG%              | 3P%              | FT%              | RPG              | APG              | SPG              | BPG              | PPG              | GP             | GS             | MPG            | FG%            | 3P%            | FT%            | RPG            | APG            | SPG            | BPG            | PPG            |
| ---------------------------------------------------------------------------------------- | -------- | ---------------- | ---------------- | ---------------- | ---------------- | ---------------- | ---------------- | ---------------- | ---------------- | ---------------- | ---------------- | ---------------- | -------------- | -------------- | -------------- | -------------- | -------------- | -------------- | -------------- | -------------- | -------------- | -------------- | -------------- |
| 2013/14                                                                                  | Кливленд | 72               | 4                | 17,7             | 41,2             | 36,8             | 79,2             | 1,7              | 2,6              | 0,5              | 0,1              | 4,7              | Не участвовал  | Не участвовал  | Не участвовал  | Не участвовал  | Не участвовал  | Не участвовал  | Не участвовал  | Не участвовал  | Не участвовал  | Не участвовал  | Не участвовал  |
| 2014/15                                                                                  | Кливленд | 67               | 13               | 20,6             | 36,2             | 40,7             | 76,3             | 1,9              | 3,0              | 0,4              | 0,0              | 4,8              | 20             | 7              | 24,8           | 34,6           | 31,6           | 78,1           | 2,1            | 2,7            | 0,5            | 0,0            | 7,2            |
| 2015/16                                                                                  | Кливленд | 76               | 14               | 24,6             | 40,5             | 41,0             | 86,4             | 2,1              | 4,4              | 0,6              | 0,1              | 7,5              | 20             | 0              | 12,1           | 35,1           | 25,8           | 75,0           | 0,8            | 2,8            | 0,1            | 0,1            | 3,9            |
| 2016/17                                                                                  | Милуоки  | 76               | 54               | 26,1             | 39,0             | 36,7             | 85,4             | 1,9              | 4,7              | 0,7              | 0,0              | 7,6              | 6              | 0              | 26,4           | 39,0           | 37,5           | 80,0           | 2,0            | 2,0            | 0,2            | 0,0            | 7,7            |
| 2017/18                                                                                  | Милуоки  | 38               | 3                | 18,8             | 36,2             | 37,2             | 92,6             | 1,7              | 3,8              | 0,4              | 0,0              | 4,3              | 6              | 0              | 12,9           | 33,3           | 22,2           | 100,0          | 0,8            | 2,7            | 0,3            | 0,0            | 2,0            |
| 2018/19                                                                                  | Милуоки  | 12               | 0                | 8,1              | 31,6             | 36,4             | 100,0            | 0,8              | 2,4              | 0,2              | 0,0              | 1,7              | Не участвовал  | Не участвовал  | Не участвовал  | Не участвовал  | Не участвовал  | Не участвовал  | Не участвовал  | Не участвовал  | Не участвовал  | Не участвовал  | Не участвовал  |
| 2018/19                                                                                  | Кливленд | 36               | 0                | 19,9             | 41,3             | 33,6             | 79,2             | 1,9              | 4,2              | 0,3              | 0,1              | 7,3              | Не участвовал  | Не участвовал  | Не участвовал  | Не участвовал  | Не участвовал  | Не участвовал  | Не участвовал  | Не участвовал  | Не участвовал  | Не участвовал  | Не участвовал  |
| 2019/20                                                                                  | Кливленд | 57               | 4                | 14,4             | 35,4             | 23,1             | 86,5             | 1,3              | 3,2              | 0,4              | 0,0              | 3,1              | Не участвовал  | Не участвовал  | Не участвовал  | Не участвовал  | Не участвовал  | Не участвовал  | Не участвовал  | Не участвовал  | Не участвовал  | Не участвовал  | Не участвовал  |
| 2020/21                                                                                  | Кливленд | 13               | 1                | 17,2             | 25,0             | 16,0             | 100,0            | 1,8              | 4,5              | 0,3              | 0,1              | 2,8              | Не участвовал  | Не участвовал  | Не участвовал  | Не участвовал  | Не участвовал  | Не участвовал  | Не участвовал  | Не участвовал  | Не участвовал  | Не участвовал  | Не участвовал  |
| 2022/23                                                                                  | Кингз    | 32               | 0                | 6,7              | 34,0             | 33,3             | 57,1             | 0,4              | 1,3              | 0,2              | 0,0              | 1,5              | Не участвовал  | Не участвовал  | Не участвовал  | Не участвовал  | Не участвовал  | Не участвовал  | Не участвовал  | Не участвовал  | Не участвовал  | Не участвовал  | Не участвовал  |
|                                                                                          | Всего    | 479              | 93               | 19,4             | 38,5             | 36,3             | 83,5             | 1,7              | 3,5              | 0,4              | 0,0              | 5,2              | 52             | 7              | 18,7           | 35,4           | 30,3           | 77,9           | 1,4            | 2,6            | 0,3            | 0,0            | 5,4            |
| Наведите курсор мыши на аббревиатуры в заголовке таблицы, чтобы прочесть их расшифровку. |          |                  |                  |                  |                  |                  |                  |                  |                  |                  |                  |                  |                |                |                |                |                |                |                |                |                |                |                |

### Статистика в колледже
| Сезон                                                                                   | Команда    | GP  | GS  | MPG  | FG%  | 3P%  | FT%  | RPG | APG | SPG | BPG | PPG  |  |
| --------------------------------------------------------------------------------------- | ---------- | --- | --- | ---- | ---- | ---- | ---- | --- | --- | --- | --- | ---- |  |
| 2009/10                                                                                 | Сент-Мэрис | 34  | 34  | 36,4 | 39,0 | 39,8 | 85,0 | 3,5 | 4,5 | 1,2 | 0,0 | 12,1 |  |
| 2010/11                                                                                 | Сент-Мэрис | 34  | 31  | 35,3 | 41,8 | 37,6 | 88,1 | 3,6 | 5,3 | 1,2 | 0,0 | 13,4 |  |
| 2011/12                                                                                 | Сент-Мэрис | 33  | 33  | 37,5 | 44,6 | 35,5 | 85,7 | 3,3 | 6,4 | 0,9 | 0,1 | 15,5 |  |
| 2012/13                                                                                 | Сент-Мэрис | 35  | 35  | 36,4 | 40,4 | 38,2 | 85,2 | 3,4 | 6,4 | 1,1 | 0,1 | 15,8 |  |
|                                                                                         | Всего      | 136 | 133 | 36,4 | 41,5 | 37,8 | 86,0 | 3,5 | 5,7 | 1,1 | 0,1 | 14,2 |  |
| Наведите курсор мыши на аббревиатуры в заголовке таблицы, чтобы прочесть их расшифровку |            |     |     |      |      |      |      |     |     |     |     |      |  |